# Riviergrondel
De riviergrondel (Gobio gobio) is een in de Benelux inheemse vis die tot 20 cm lang wordt.

## Algemeen
De riviergrondel is een visje dat tot 20 cm lang wordt. Het is een bodembewoner met twee tastdraden aan zijn bek. Hij leeft van kleine diertjes als kreeftjes.
De soort staat op de Rode Lijst van de IUCN als niet bedreigd, beoordelingsjaar 2010.

## Ecologische betekenis
De riviergrondel komt vrij algemeen in kleine scholen voor en is redelijk bestand tegen vervuiling. De belangrijkste factor voor het voorkomen van riviergrondels is de beschikking over goede paaiplekken. Ze paaien in de oevervegetatie van stromend water. Er wordt van april tot juni gepaaid.

## Andere soorten

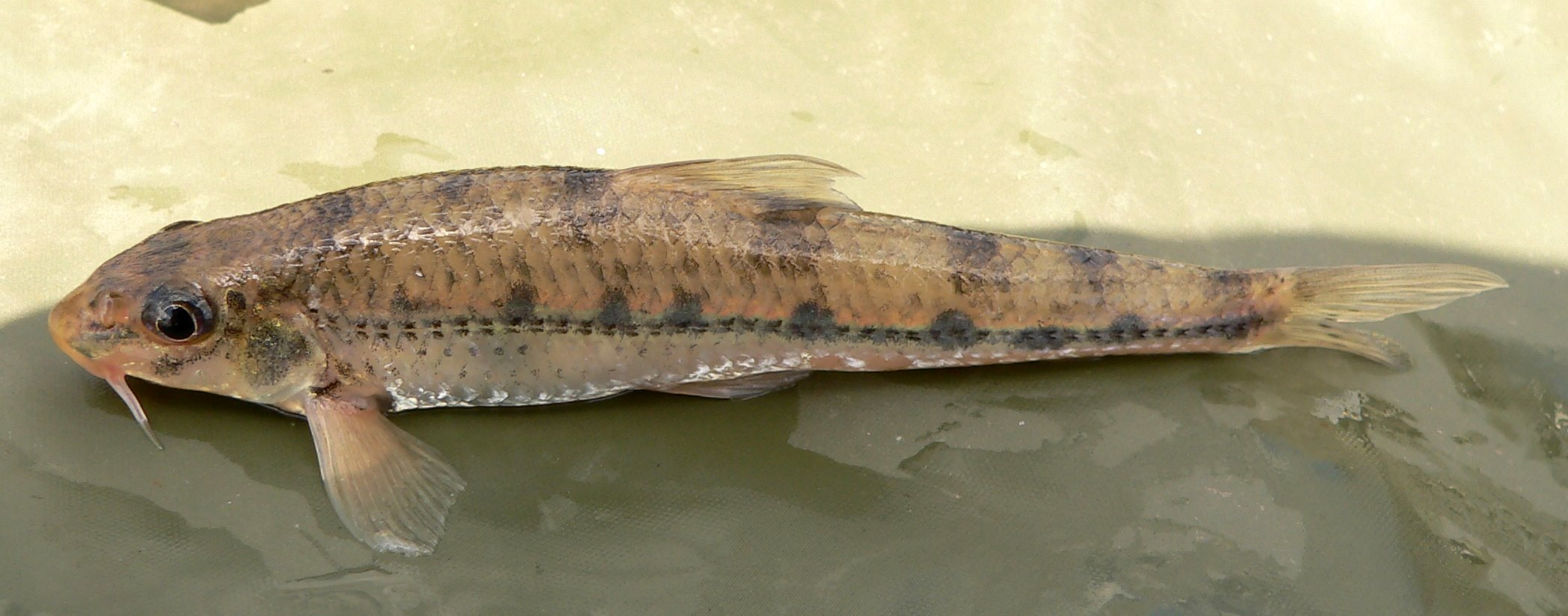
Witvingrondel Romanogobio belingi

In het rijnstroomgebied is ook de witvingrondel (Romanogobio belingi) door J. Freyhof als nieuwe soort ontdekt. Op 12 juni 2004 werd de eerste witvingrondel als zodanig herkend in Nederlandse wateren (Waal bij Ochten) en in 2007 is de soort ook hoogstwaarschijnlijk gevonden tijdens een vissenexcursie in de Lek. Het is lastig na te gaan of het een inheemse soort betreft die nooit als zodanig is opgemerkt of een recente aanwinst voor onze fauna. Het is wel duidelijk dat de vis nu zeer veelvuldig voorkomt in de Rijn en de Rijntakken. De witvingrondels hebben een nachtelijke levenswijze en houden zich overdag in de hoofdstroom van de rivier op.
De determinatie is lastig, de baarddraden zijn langer, de anus ligt dichter bij de buikvinnen dan bij de aarsvin en de schubjes op de rug zijn gekield. De kleine ronde vlekjes op het lichaam, de dubbele aftekening langs de zijlijn en de vrijwel ongevlekte vinnen zijn bruikbare veldkenmerken, gecombineerd met de vangstplaats (grote rivieren).

## Wettelijke bepalingen
Voor de riviergrondel geldt geen vangstbeperking.

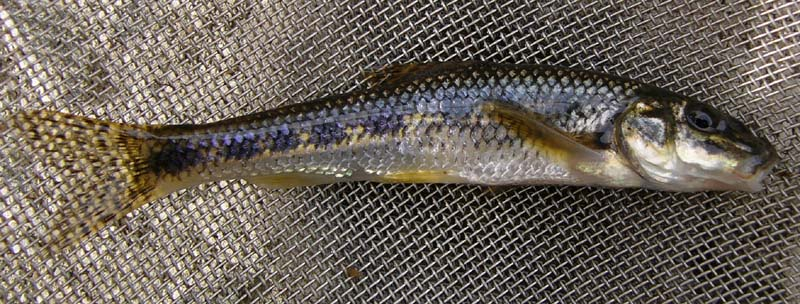
Gobio gobio